# Teretrius parasita
Teretrius parasita är en skalbaggsart som beskrevs av Sylvain Auguste de Marseul 1862. Teretrius parasita ingår i släktet Teretrius och familjen stumpbaggar. Inga underarter finns listade i Catalogue of Life.